# Grote of Sint-Janskerk (Montfoort)
De Grote- of Sint-Janskerk in het Nederlandse Montfoort is een van oorsprong katholieke kerk uit de 15de eeuw die aan de evangelist Johannes was gewijd. Sinds de reformatie is de kerk protestants.

## Vroegste geschiedenis
Er is veel onduidelijkheid over de vroegste periode van de kerk. Wel kan met zekerheid gesteld worden dat in 1283 in Montfoort een kerk aanwezig was. Op 5 december 1400 werd de kerk op verzoek van burggraaf Hendrik III van Montfoort door Paus Bonifatius IX verheven tot kapittelkerk. De eerste pastoor heette Wilhelmus van Ysselstein.

## Kenmerken
Het oorspronkelijke bouwwerk is rond de 15e eeuw verbouwd tot eenbeukige kerk in de stijl van de Hollandse gotiek. Kort daarna volgde een verbouwing tot de huidige vorm. Op 28 maart 1629 brandde de kerk geheel uit door een blikseminslag. De herstelwerkzaamheden werden in 1634 afgerond.

## Afbeeldingen

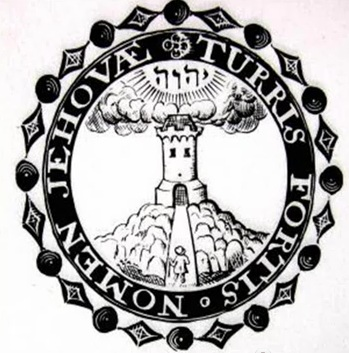
Kerkzegel
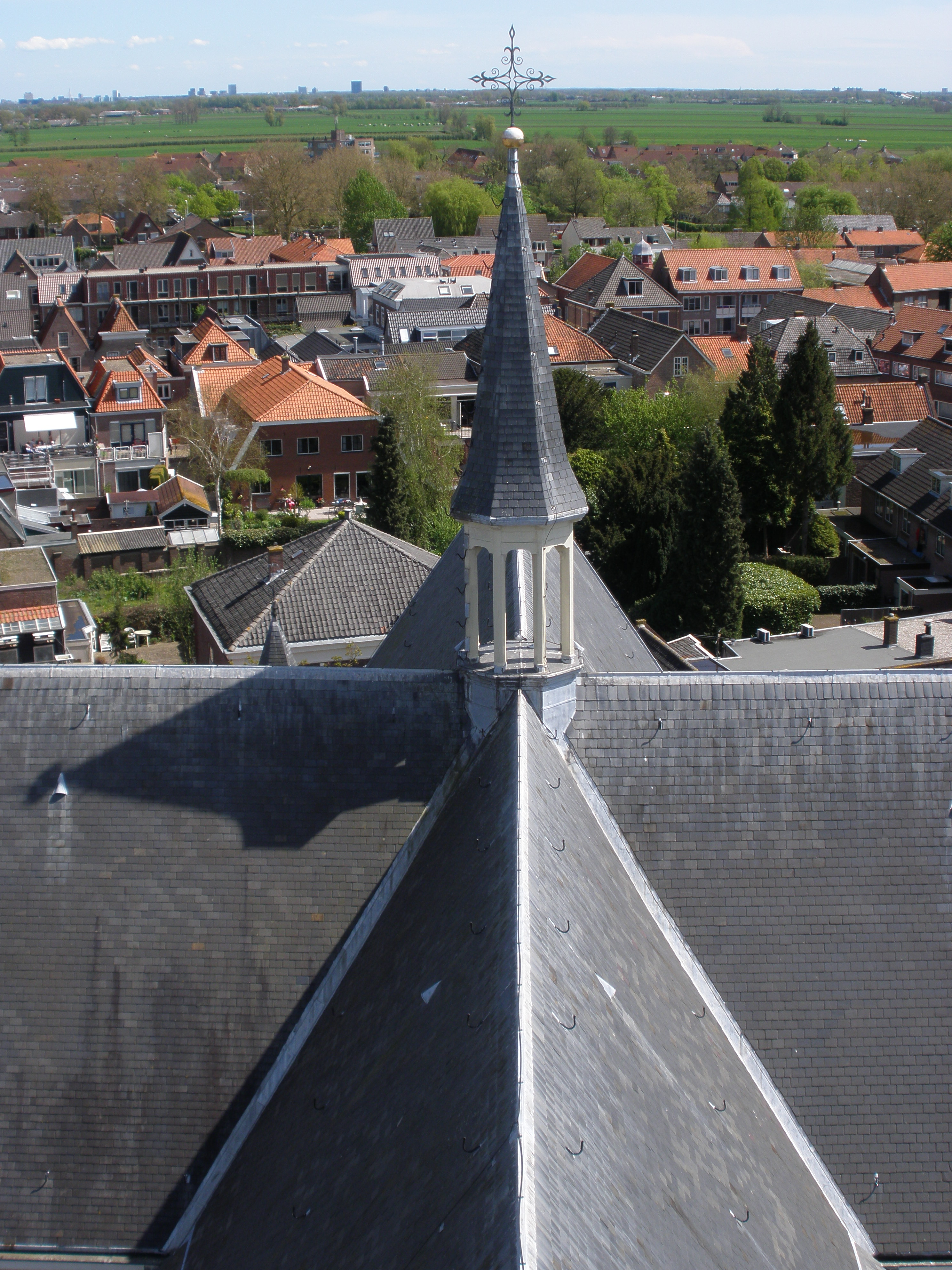
Bovenaanzicht
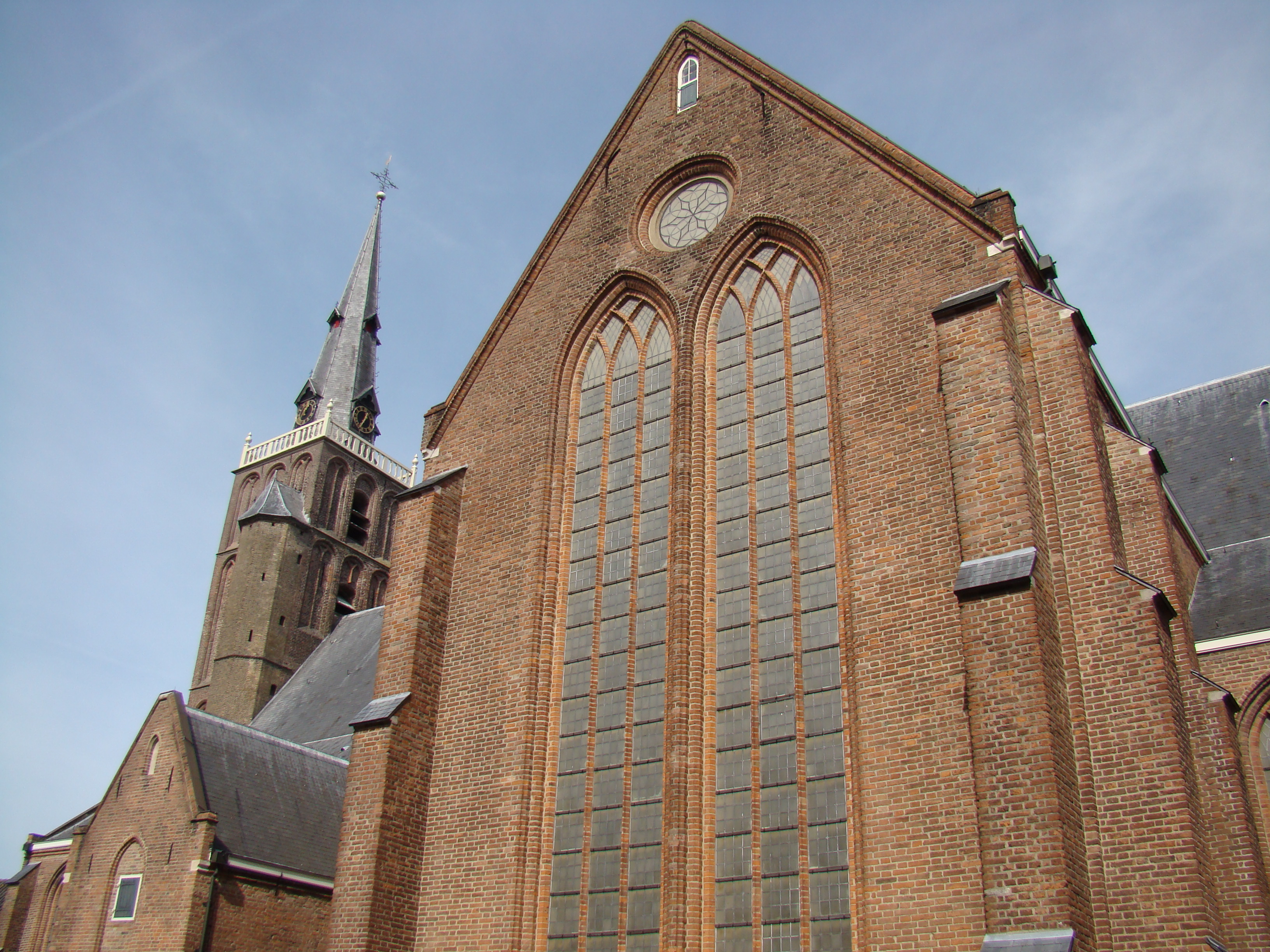
Dwarsbeuk en toren
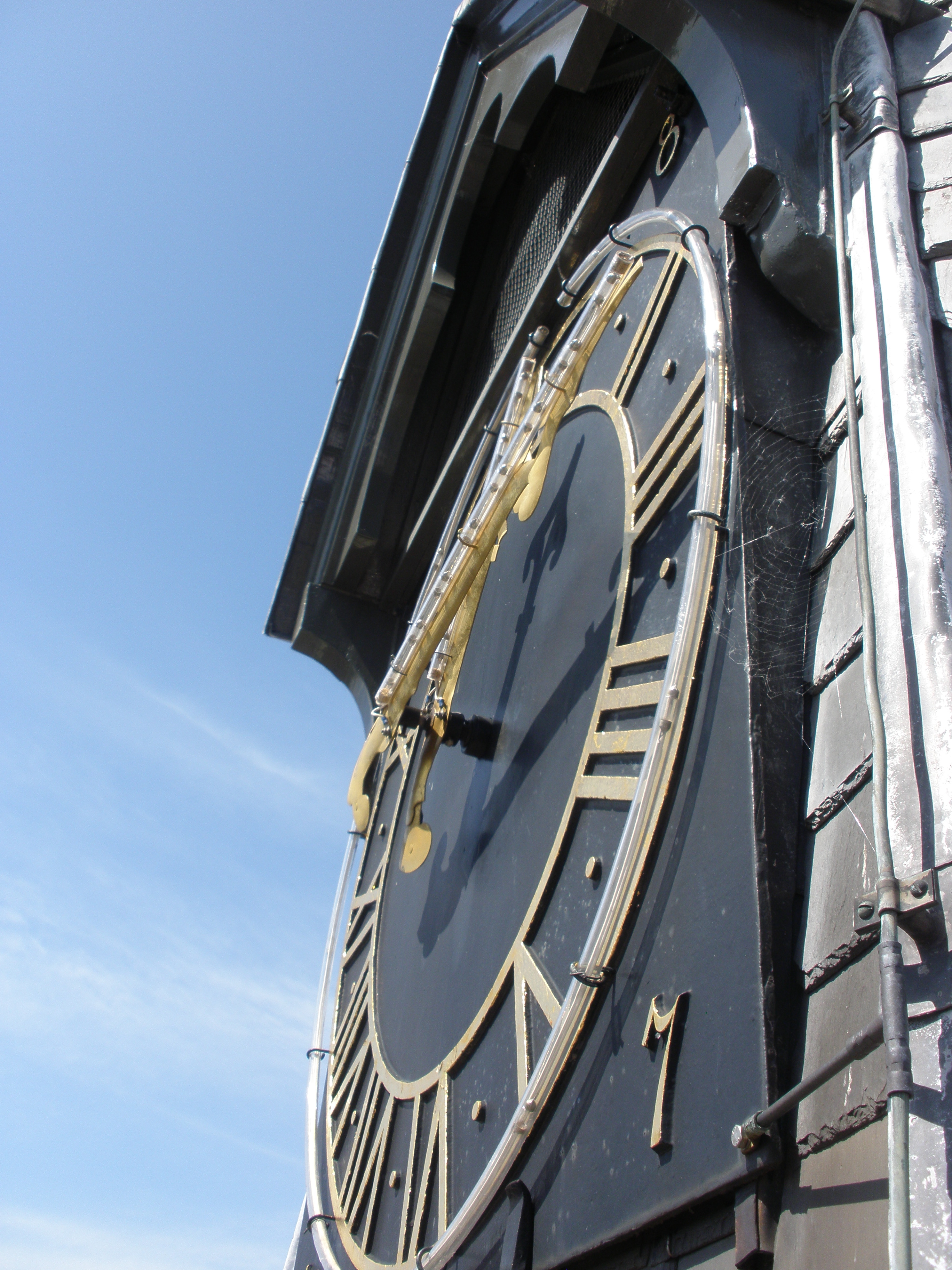
Uurwerk aan de kerktoren
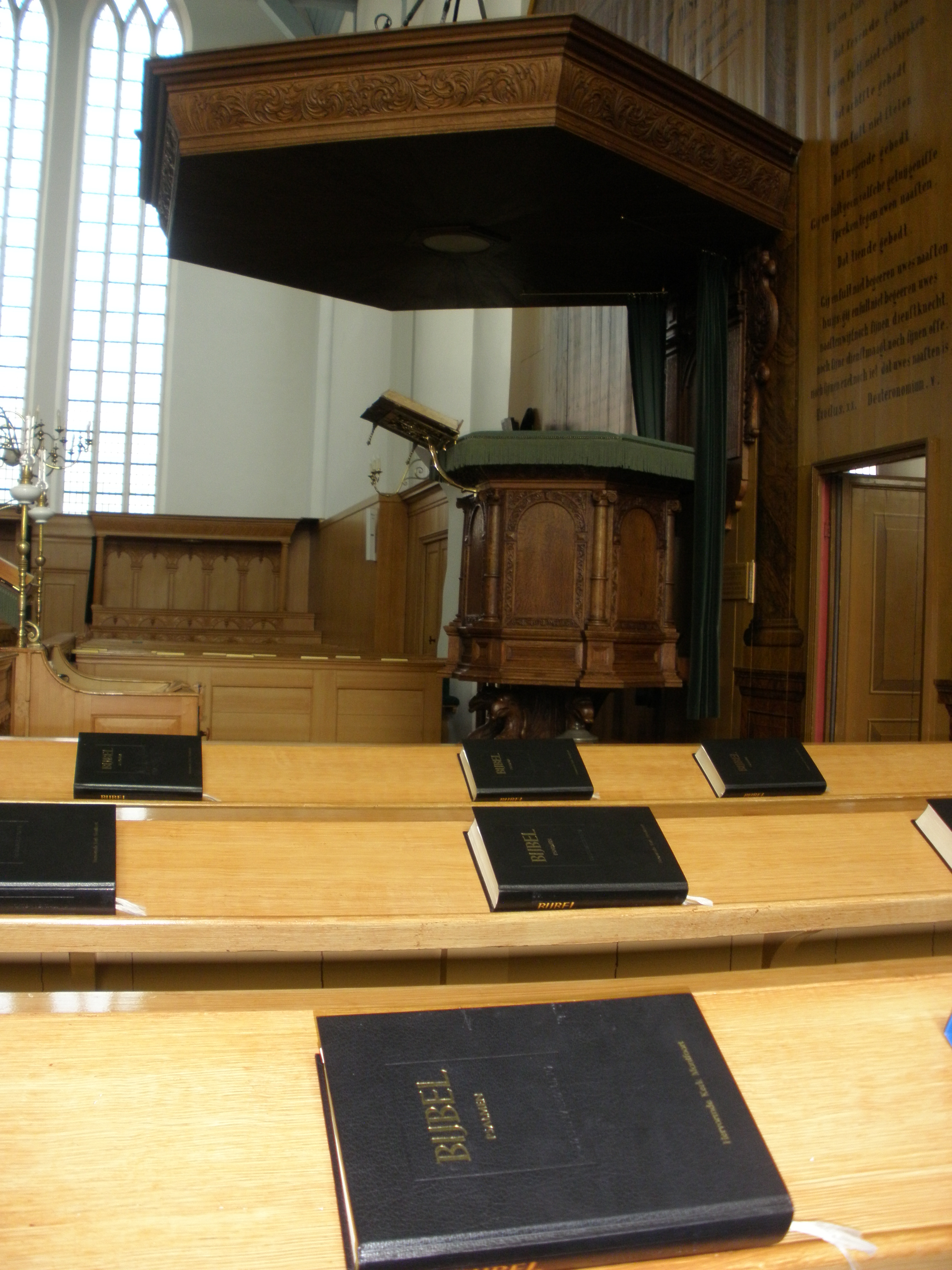
Interieur
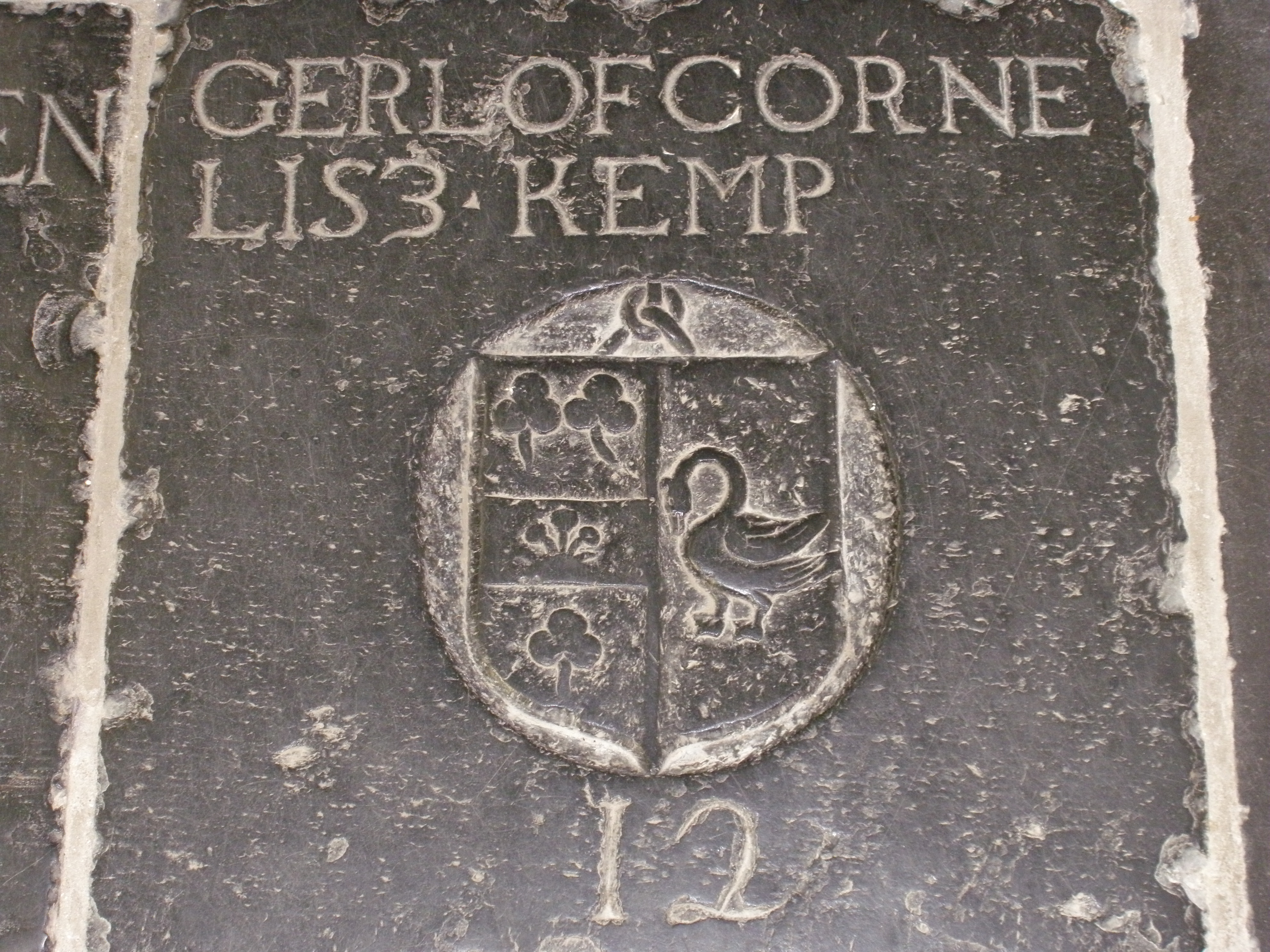
Dekplaat van een graf
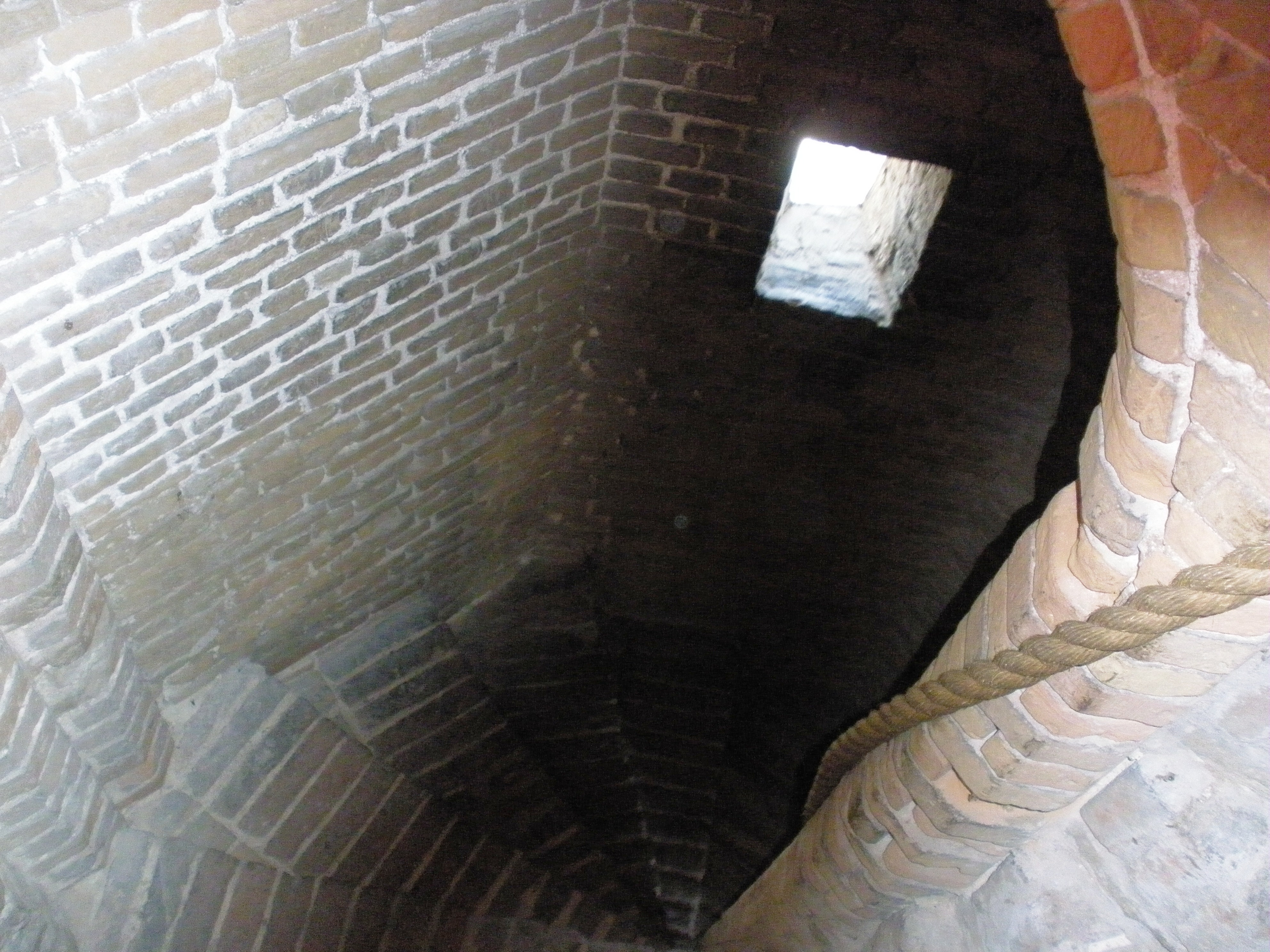
Binnenzijde van de kerktoren